# Pax Syriana
Pax Syriana, latim para "paz síria", é um termo usado nas Relações Internacionais na Ásia Ocidental, relativo aos esforços da Síria em influenciar seus vizinhos, especialmente o Líbano. A ideia por trás da Pax Syriana, é que a Síria por meio da diplomacia e força militar, poderia assegurar a paz no Líbano. A expressão é baseada em Pax Romana e Pax Britannica.
Em 1976, a Síria se esforçou para impor uma trégua durante os primeiros anos da Guerra Civil Libanesa. Foi recentemente usada para se referir ao período entre 1990 a 2005, quando houve uma significativa redução de conflitos no Líbano. A Síria geralmente possuiu a hegemonia militar na região. O termo também pode ter sido usado como ênfase na supressão de relativa calma após a Guerra Civil Libanesa, quando surgiram sugestões de a Síria anexar ou pacificar o Líbano.
O exército sírio não coíbe a violência em seu esforço para restaurar a ordem na capital libanesa. Nos dois primeiros dias de sua operação policial, cerca de 15 tiros foram disparados por milícias. Em seguida, no dia 24 de fevereiro de 1987, uma dúzia de caminhões cheios de comandos sírios entraram no bairro Basta, um reduto xiita, e atacaram o quartel Fathallah, a sede da organização Hezbollah. Lá, as tropas sírias executaram 18 militares do Hezbollah.
Em meados de abril daquele ano, o exército sírio enviou tropas para o sul de Beirute. Cerca de 100 comandos sírios, lutando ao lado dos soldados da sexta brigada do exército libanês, ocuparam posições-chave ao longo da estrada costeira que liga Beirute com o sul do Líbano, assim tomando o controle da ponte sobre o rio Awwali, perto de Sidon.

## Outros usos
O nome do filme de 2005, Syriana (Syriana: A Indústria do Petróleo), foi aparentemente inspirado pela Pax Syriana. De acordo com os materiais publicitários do filme, "Syriana" foi um termo real usado pelos pensadores estratégicos de Washington para descrever uma hipotética reformulação do Oriente Médio.